# Fantasy Island – Az álmok szigete
A Fantasy Island – Az álmok szigete (eredeti cím: Fantasy Island) 2021 és 2023 között vetített amerikai drámasorozat, amelyet Elizabeth Craft és Sarah Fain alkotott, Gene Levitt Fantasy Island című regénye alapján. A főbb szerepekben Roselyn Sánchez, Kiara Barnes és John Gabriel Rodriquez látható.
Amerikában 2021. augusztus 10-én a Fox, Magyarországon 2022. június 4-én az RTL Klub mutatta be.
2023 májusában két évad után törölték a sorozatot.

## Szereplők

### Főszereplők
| Szereplők    | Színész                | Magyar hang    | Leírás                                         |
| ------------ | ---------------------- | -------------- | ---------------------------------------------- |
| Elena Roarke | Roselyn Sánchez        | Németh Borbála | Mr. Roarke unokahúga.                          |
| Ruby Akuda   | Kiara Barnes           | Mikecz Estilla | Elena társ-műsorvezetőtársa a szigeten.        |
| Javier       | John Gabriel Rodriquez | Szatory Dávid  | A sziget közlekedési főnöke és Elena szerelme. |

### Mellékszereplők
| Szereplők     | Színész                 | Magyar hang     |
| ------------- | ----------------------- | --------------- |
| Segundo       | Daniel Lugo             | Fehér Péter     |
| Dr. Gina      | Gabriela Z. Hernández   | Törtei Tünde    |
| Helene        | Alexa Mansour           |                 |
| Isla          | María Gabriela González |                 |
| Bellamy Young | Christine Collins       | Orosz Anna      |
| Daphne        | Odette Annable          | Haffner Anikó   |
| Zev           | Dave Annable            | Szatmári Attila |

### Magyar változat
- Bemondó: Endrédi Máté
- Magyar szöveg: Márton Andrea
- Hangmérnök: Bán Péter
- Vágó: Kozma Judit
- Gyártásvezető: Lajtai Erzsébet
- Szinkronrendező: Kozma Mari

A szinkront a Mikroszinkron készítette el.

## Évados áttekintés
| Évad | Évad        | Epizódok    | Eredeti sugárzás    | Eredeti sugárzás   | Eredeti adó       | Magyar sugárzás        | Magyar sugárzás        | Magyar adó |
| Évad | Évad        | Epizódok    | Évadpremier         | Évadfinálé         | Eredeti adó       | Évadpremier            | Évadfinálé             | Magyar adó |
| ---- | ----------- | ----------- | ------------------- | ------------------ | ----------------- | ---------------------- | ---------------------- | ---------- |
|      | Különkiadás | Különkiadás | 2021. augusztus 8.  | 2021. augusztus 8. |                   | Nem került bemutatásra | Nem került bemutatásra | N/A        |
|      | 1           | 10          | 2021. augusztus 10. | 2021. december 23. | 2022. június 4.   | 2022. július 2.        |                        |            |
|      | 2           | 13          | 2023. január 2.     | 2023. május 8.     | 2023. október 10. | 2023. október 27.      |                        |            |

## Epizódok

### Különkiadás (2021)
| Sor. | Év. | Cím                               | Rendező     | Író        | Premier            | Nézettség   |
| ---- | --- | --------------------------------- | ----------- | ---------- | ------------------ | ----------- |
| 1.   | 1.  | Welcome to the New Fantasy Island | Andy Meyers | Brian Kahn | 2021. augusztus 8. | 0,55 millió |

### 1. évad (2021)
| Sor. | Év. | Cím                                                                             | Rendező             | Író                                   | Premier                               | Nézettség   |
| ---- | --- | ------------------------------------------------------------------------------- | ------------------- | ------------------------------------- | ------------------------------------- | ----------- |
| 1.   | 1.  | Isten hozott a szigeten! (Hungry Christine / Mel Loves Ruby)                    | Adam Kane           | Elizabeth Craft és Sarah Fain         | 2021. augusztus 10. 2022. június 4.   | 2,05 millió |
| 2.   | 2.  | Megtört szívek szállodája (His and Hers / The Heartbreak Hotel)                 | Adam Kane           | Our Lady J                            | 2021. augusztus 17. 2022. június 4.   | 1,72 millió |
| 3.   | 3.  | Kvantumok, ha találkoznak (Quantum Entanglement)                                | Kimberly McCullough | Adria Lang                            | 2021. augusztus 24. 2022. június 11.  | 1,60 millió |
| 4.   | 4.  | Volt egyszer egy Havanna (Once Upon a Time in Havana)                           | Camila Cabello      | Dailyn Rodriguez                      | 2021. augusztus 31. 2022. június 11.  | 1,58 millió |
| 5.   | 5.  | Kétszer az életben (Twice in a Lifetime)                                        | Tara Miele          | Sono Patel                            | 2021. szeptember 7. 2022. június 18.  | 1,45 millió |
| 6.   | 6.  | Az ötvenedik (The Big Five Oh)                                                  | Diana Valentine     | Adria Lang                            | 2021. szeptember 12. 2022. június 18. | 2,03 millió |
| 7.   | 7.  | Szerelem a négyzeten (The Romance & the Bromance)                               | Laura Belsey        | Mary Angélica Molina és Adam Belanoff | 2021. szeptember 14. 2022. június 25. | 1,24 millió |
| 8.   | 8.  | Két világ között (Día de los Vivos)                                             | Rachel Raimist      | Adam Fierro                           | 2021. szeptember 19. 2022. június 25. | 1,71 millió |
| 9.   | 9.  | Isten hozott a hógömb belsejében! 1. rész (Welcome to the Snow Globe, Part One) | Steven Tsuchida     | Ben Edlund                            | 2021. december 23. 2022. július 2.    | 1,81 millió |
| 10.  | 10. | Isten hozott a hógömb belsejében! 2. rész (Welcome to the Snow Globe, Part Two) | Jude Weng           | Jane Espenson                         | 2021. december 23. 2022. július 2.    | 1,81 millió |

### 2. évad (2023)
| Sor. | Év. | Cím                                                                                     | Rendező         | Író                           | Premier                             | Nézettség   |
| ---- | --- | --------------------------------------------------------------------------------------- | --------------- | ----------------------------- | ----------------------------------- | ----------- |
| 11.  | 1.  | Az osztálytalálkozó és a macskás nő (Tara and Jessica's High School Reunion / Cat Lady) | Adam Kane       | Adria Lang                    | 2023. január 2. 2023. október 10.   | 1,70 millió |
| 12.  | 2.  | Hurrikán Helene és a legénybúcsú (Hurricane Helene / The Bachelor Party)                | Adam Kane       | Elizabeth Craft és Sarah Fain | 2023. január 9. 2023. október 11.   | 1,59 millió |
| 13.  | 3.  | Paymer vs. Paymer (Paymer vs. Paymer)                                                   | Rachel Raimist  | Jane Espenson                 | 2023. január 16 2023. október 12.   | 1,65 millió |
| 14.  | 4.  | Rejtély Miamiban (Mystery in Miami)                                                     | Diana Valentine | Karine Rosenthal              | 2023. január 23. 2023. október 13.  | 2,04 millió |
| 15.  | 5.  | Hamvak (The Urn)                                                                        | Joel Novoa      | Adam Belanoff                 | 2023. február 6. 2023. október 16.  | 1,73 millió |
| 16.  | 6.  | Örökké és nem örökkön (Forever & a Day)                                                 | Raúl Marchand   | Drew Z. Greenberg             | 2023. február 13. 2023. október 17. | 2,01 millió |
| 17.  | 7.  | A boldogság ára (#Happy)                                                                | Eduardo Sanchez | Adria Lang                    | 2023. február 20. 2023. október 18. | 1,94 millió |
| 18.  | 8.  | A country királyai (Walk a Country Mile)                                                | Marie Jamora    | Jane Espenson                 | 2023. március 6. 2023. október 19.  | 1,98 millió |
| 19.  | 9.  | Egyszer volt, hol nem volt (Gwenivere of Glendale)                                      | Gina Lamar      | Brook Sitgraves Turner        | 2023. április 10. 2023. október 20. | 1,55 millió |
| 20.  | 10. | Kutya-macska barátság (War of the Roses (And the Hutchinsons))                          | Diana Valentine | Lisa Quintela                 | 2023. április 17. 2023. október 24. | 1,69 millió |
| 21.  | 11. | A faképnél hagyott menyasszony (Peaches and the Jilted Bride)                           | Milan Cheylov   | Adam Fierro                   | 2023. április 24. 2023. október 25. | 1,82 millió |
| 22.  | 12. | Szerelem és halál (Girlboss, Interrupted)                                               | Andi Armaganian | Adam Belanoff                 | 2023. május 1. 2023. október 26.    | 1,54 millió |
| 23.  | 13. | A döntés (MJ Akuda & The 1st, 2nd, and 3rd Wives Club)                                  | Aprill Winney   | Sarah Fain                    | 2023. május 8. 2023. október 27.    | 1,75 millió |

## A sorozat készítése
2020. december 15-én jelentették be, hogy a FOX megrendelte a Fantasy Island című regény kortárs adaptációját, amelyet Elizabeth Craft és Sarah Fain fejlesztett. A sorozatot a Fox Entertainment, a Happier in Hollywood és a Sony Pictures Television Gemstone Studios leányvállalata készíti.
A forgatás Puerto Ricoban zajlott.